# 영광 법성리 일본식 여관
영광 법성리 일본식 여관(靈光 法聖里 日本式 旅館)은 대한민국 전라남도 영광군 법성면 법성리에 있는 일제강점기의 건축물이다. 2004년 12월 31일 대한민국의 국가등록문화재 제119호로 지정되었다.

## 개요
1931년에 건립된 이 건물은 일제강점기 개항지였던 법성포지역에서 유일하게 남아있는 일본인 여관건물로 외부의 모습 뿐 아니라 당시 내부공간이 잘 보존되어 있다.

## 참고 자료
- 영광 법성리 일본식 여관 - 국가유산청 국가유산포털